# 莫勒爾鎮區 (堪薩斯州布朗縣)
莫勒爾鎮區（英語：Morrill Township）為位在美國堪薩斯州布朗縣的鎮區。2010年美国人口普查中該鎮區人口有479人。

## 地理
莫勒爾鎮區涵蓋面積105.41平方（40.70平方英里），境內有莫勒爾和薩貝薩等城市。

### 墓園
根據美國地質調查局的資料，此鎮區擁有1座墓園：
- Dunkard墓園

### 溪流
通過此鎮區的溪流有：
- Pedee溪

## 人口統計
根據2010年美國人口普查，莫勒爾鎮區人口有479人，人口密度為4.54人/平方公里。種族方面，97.49%為白人；0%為非裔美洲人；0.84%為美洲原住民；0%為亞洲人；0%為太平洋島民；0%為其他種族；另外有1.67%為混血種族。而西班牙裔美國人或拉丁美洲人佔該鎮區人口的1.04%。

## 外部連結
- US-Counties.com
- City-Data.com （页面存档备份，存于）